# Савенко Олександр Вікторович
Савенко Олександр Вікторович (* 1941) — заслужений діяч мистецтв України, режисер документальних фільмів, сценарист.

## З життєпису
Народився 1941 року. Працівник харківського театру ім. Шевченка. На його вірші композитор Дмитро Новічонок написав музику і вийшов пісенний збірник.
В 1995 році режисер Олександр Савенко створив монументальну театралізовану виставу «Сильніше вогню», в якому вперше прозвучала його пісня «Танго харківських пожежних». Медикам присвячено «Попурі пісень про працівників охорони здоров'я». працював у харківських газетах і телепрограмах.
Знявся в кінокартині «Дау», яку знімали у Харкові, зіграв роль головного редактора газети «Ізвєстія Інституту»..
Родина — дружина Надія, син Максим, дочка Анастасія; онуки Дмитро, Микита та Олексій.